# 太田垣士郎資料館
太田垣士郎資料館（おおたがきしろうしりょうかん）は、兵庫県豊岡市（旧:城崎郡城崎町）にある資料館である。城崎温泉ロープウェイ建設者である太田垣士郎の資料を展示している。

## 概要
兵庫県豊岡市（旧:城崎郡城崎町）で生まれ、後に関西電力代表取締役となった太田垣士郎を称えるため、城崎温泉ロープウェイのゴンドラが新しく作られた2000年（平成12年）を機に地元住民によって、「太田垣士郎資料館」が創設された。
資料館前には、太田垣士郎の銅像が備えられている。資料館内には、太田垣士郎が書き残した書物などが展示されており、太田垣士郎の貴重な資料を閲覧するに当たって欠かせない資料館となっている。

## 所在地・交通アクセス
- 兵庫県豊岡市城崎町湯島806-1

### 交通アクセス
- 交通機関

JR山陰本線城崎温泉駅から城崎ロープウェイ乗車山麓駅下車すぐ